# Sint-Michielsgestel
Sint-Michielsgestel ( udtale ?) er en kommune og en by i den sydlige provins Noord-Brabant i Nederlandene.

## Galleri
- Sint Michielsgestels rådhus
- "'t Vaantje", 1969
- Sint-Michielsgestel i 1866